# Symphonica
Albums de George Michael
Twenty Five
(2006)
Singles
1. Let Her Down Easy
Sortie : 2014

Symphonica est un album live du chanteur anglais George Michael. Il est sorti le 17 mars 2014. Il s'agit d'un album qui regroupe plusieurs chansons interprétées entre 2011 et 2012, pendant la tournée Symphonica de George Michael. Les morceaux live de cet album ont été retravaillés en studio par Phil Ramone, qui signe ici son dernier travail de producteur, avant sa mort en 2013. Symphonica a atteint la première place du UK Albums Chart au Royaume-Uni, et la 60e place du Billboard 200 aux États-Unis,.
En 2014, un single est extrait de l'album Symphonica. Il s'agit de la reprise de Let Her Down Easy de Terence Trent D'Arby. La même année, une édition limitée de Symphonica est sortie. Elle contient un titre supplémentaire, Going to a Town, ainsi que la captation du concert symphonique de George Michael à l'opéra Garnier de Paris, en 2012.

## Liste des chansons
| 1.    | Through                             | George Michael                    | 5:09 |
| 2.    | My Baby Just Cares for Me           | Walter Donaldson et Gus Kahn      | 1:56 |
| 3.    | A Different Corner                  | George Michael                    | 4:14 |
| 4.    | Praying for Time                    | George Michael                    | 4:58 |
| 5.    | Let Her Down Easy                   | Terence Trent D'Arby              | 3:50 |
| 6.    | The First Time Ever I Saw Your Face | Ewan MacColl                      | 5:24 |
| 7.    | Feeling Good                        | Leslie Bricusse et Anthony Newley | 3:15 |
| 8.    | John and Elvis Are Dead             | David Austin et George Michael    | 4:31 |
| 9.    | One More Try                        | George Michael                    | 5:14 |
| 10.   | Cowboys and Angels                  | George Michael                    | 7:24 |
| 11.   | Idol                                | Elton John et Bernie Taupin       | 4:29 |
| 12.   | Brother, Can You Spare a Dime?      | Jay Gorney et Yip Harburg         | 4:51 |
| 13.   | Wild Is the Wind                    | Dimitri Tiomkin et Ned Washington | 4:15 |
| 14.   | You've Changed                      | Bill Carey et Carl Fischer        | 4:44 |
| 64:14 |                                     |                                   |      |